# Corethrella pillosa
Corethrella pillosa är en tvåvingeart som beskrevs av John Lane 1939. Corethrella pillosa ingår i släktet Corethrella och familjen Corethrellidae. Inga underarter finns listade i Catalogue of Life.